# Institut für Konfliktforschung
Das Institut für Konfliktforschung (IKF) ist eine außeruniversitäre Forschungseinrichtung mit dem Rechtsstatus eines gemeinnützigen Vereins. Es wurde 1975 in Wien gegründet.

## Über das Institut
Das Institut sieht seinen Zweck darin, „auf interdisziplinärer Ebene politische und gesellschaftliche Konflikte zu erforschen und Lösungsmöglichkeiten zu entwickeln sowie – im Sinne einer wissenschaftlichen Politikberatung – sachorientierte Entscheidungsgrundlagen zu erstellen. Grundlagenforschung bildet die Basis dieser Tätigkeit.“ Das IKF gab bis 2012 die Buchreihe Studienreihe Konfliktforschung beim Braumüllerverlag in Wien heraus. Die Schriftenreihe widmet sich aktuellen Problemen und möglichen Konfliktlösungsstrategien. Im Zentrum des Interesses stehen Beschreibung und Analyse immer häufiger zutage tretender sozialer, politischer und ökonomischer Gegensätzlichkeiten, an denen sich gesellschaftliche Entwicklungen festmachen lassen. Die wissenschaftliche Leitung des Instituts obliegt Karin Liebhart, die 2023 der Politikwissenschaftlerin und Juristin Birgitt Haller nachfolgte.
Weitere Mitarbeiter des Instituts sind oder waren Anton Pelinka, Helga Amesberger, Brigitte Halbmayr, Hubert Sickinger, Guenther Steiner, Karin Stögner, Katrin Auer, Karin Bischof, Walter J. Fend, Barbara Liegl, Elisabeth Malleier, Radostin Kaloianov, Sabine Kroissenbrunner, Kerstin Lercher und Elke Rajal.
Das Institut kooperiert mit ähnlichen Forschungseinrichtungen im In- und Ausland. So ist es Teil des aus vier Institutionen bestehenden Konflikt-, Frieden- und Demokratie-Clusters (CPDC), der 2011 an der Fakultät für Interdisziplinäre Forschung und Fortbildung der Alpen-Adria-Universität Klagenfurt eingerichtet wurde und seit 2016 an der Karl-Franzens-Universität Graz angesiedelt ist. Auch beteiligt sind das Demokratiezentrum Wien, das Österreichische Studienzentrum für Frieden und Konfliktlösung (ÖSFK) sowie seit 2016 die Rechtswissenschaftliche Fakultät der Universität Graz.

## Forschungsschwerpunkte
- Demokratieforschung
- Gewaltforschung
- Forschung zu Antisemitismus, Fremdenfeindlichkeit, Rassismus und Sexismus
- Historische Sozialforschung u. a.